# Howard W. Jones
Howard Wilbur Jones, Jr. (30 de dezembro de 1910 – 31 de julho de 2015) foi um cirurgião ginecológico norte-americano e especialista em fertilização in vitro (FIV). Jones e sua esposa, Georgeanna Seegar Jones, foram dois dos primeiros especialistas em medicina reprodutiva nos Estados Unidos. Eles fundaram o centro de medicina reprodutiva responsável pelo nascimento do primeiro bebê de FIV no país. Ele escreveu artigos sobre o início da personalidade humana e testemunhou perante legisladores sobre o mesmo assunto. Ele foi um dos primeiros médicos a realizar cirurgias de redesignação sexual.
Jones foi membro do corpo docente da Escola de Medicina Johns Hopkins desde a década de 1940 até sua aposentadoria obrigatória na instituição em 1978. Ele e sua esposa mudaram-se para a Virgínia e se vincularam à Escola de Medicina da Virgínia Oriental (EVMS). Jones aposentou-se na década de 1990, mas continuou escrevendo e permaneceu na EVMS até pouco antes de sua morte.

## Primeiros anos
Jones nasceu em Baltimore filho de Howard Wilbur Jones, Sr. e Edith Ruth Marling Jones em 30 de dezembro de 1910. Embora vivesse na cidade, Jones foi educado por alguns anos em uma escola pública rural para evitar o sistema de escolas públicas urbanas. Quando era criança, ele acompanhava seu pai, que era médico, em visitas domiciliares e a hospitais. O pai de Jones faleceu quando ele tinha 13 anos. Depois disso, sua mãe o transferiu para uma escola particular.
Ele concluiu a graduação na Amherst College em 1931 e obteve o diploma de medicina na Escola de Medicina Johns Hopkins em 1935. Jones completou residência em cirurgia e então se alistou no Exército dos EUA durante a Segunda Guerra Mundial, liderando uma equipe de um Grupo Cirúrgico Auxiliar no Terceiro Exército de Patton. Após a guerra, Jones foi convidado a concluir uma segunda residência em ginecologia.

## Carreira
Jones e sua esposa passaram a fazer parte do corpo docente de Johns Hopkins em regime de meio período em 1948. Ele foi o primeiro médico a atender Henrietta Lacks quando ela se apresentou a Johns Hopkins com câncer em 1951. Jones fez uma biópsia do tumor de Lacks e enviou amostras para seus colegas de laboratório. As células, posteriormente conhecidas como células HeLa, cresceram em ritmo impressionante no laboratório e foram enviadas e vendidas a pesquisadores para diversos fins. As pesquisas com essas células contribuíram para avanços médicos importantes, como as vacinas contra poliomielite e papilomavírus humano, embora tenha surgido controvérsia mais tarde pelo fato de as células estarem sendo utilizadas sem o conhecimento de Lacks ou de sua família. O papel de Jones no caso de Lacks foi descrito no livro A Vida Imortal de Henrietta Lacks.
Em 1960, o casal Jones deixou a prática privada para atuar em tempo integral em Johns Hopkins. Enquanto estava lá, Howard Jones participou de cirurgias de redesignação sexual. Em 1967, quando o especialista em identidade sexual John Money recomendou a redesignação de sexo para a criança David Reimer, Jones realizou a cirurgia. Reimer havia sofrido uma lesão peniana grave durante uma circuncisão, aos 22 meses de idade, quando Jones removeu seus testículos, moldou o tecido escrotal para se parecer com lábios vaginais e reposicionou a abertura da uretra. Money declarou o procedimento um sucesso. O caso tornou-se controverso quando Milton Diamond publicou um estudo de acompanhamento em 1997 revelando que Reimer enfrentou problemas de identidade de gênero e viveu como homem na vida adulta. Reimer acabou cometendo suicídio aos 38 anos de idade.
Na década de 1960, ele pôde participar de experimentos envolvendo espermatozoides e oócitos com Robert Edwards, o médico cujo trabalho levaria posteriormente ao primeiro "bebê de proveta" do mundo. Em 1978, Jones enfrentou aposentadoria obrigatória de Johns Hopkins. O casal mudou-se para a Virgínia e fundou o Instituto Jones de Medicina Reprodutiva na Escola de Medicina da Virgínia Oriental (EVMS). Eles criaram um programa de Fertilização in vitro (FIV) na EVMS, que resultou no nascimento de Elizabeth Jordan Carr, em 1981, o primeiro "bebê de proveta" do país. Antes de seu primeiro tratamento bem-sucedido, a clínica teve 41 tentativas fracassadas de FIV.
Depois que sua esposa desenvolveu Doença de Alzheimer no final da década de 1990, Jones aposentou-se oficialmente de seu instituto para cuidar dela. Contudo, até 2013, Jones ainda passava algumas horas por dia na EVMS e estava escrevendo seu 12.º livro. Em fevereiro de 2012, Jones convenceu os legisladores da Virgínia a barrar um projeto de lei que declararia o início da vida no momento da concepção. Jones afirmou que a proposta interferiria no tratamento médico para infertilidade.
Jones foi reconhecido com o Distinguished Service Award do Congresso Americano de Obstetras e Ginecologistas. Ele foi nomeado Fellow ad eundem do Royal College of Obstetricians and Gynaecologists em 1986. Jones e sua esposa receberam o Distinguished Alumnus Award da Johns Hopkins University em 1997.

## Vida pessoal
Em 2011, Jones escreveu um artigo para o The Yale Journal for Humanities in Medicine sobre seus segredos para uma vida longa. "Primeiro, sou resultado de uma tremenda mistura de material genético, que incluiu cerca de 3 bilhões de possíveis variáveis. Tive sorte. Minha combinação parece conferir longevidade", disse ele. Também relatou que sua carreira e vida familiar foram agradáveis e gratificantes, o que contribuiu para sua longevidade.
Jones foi casado por 64 anos, até a morte de sua esposa em 2005. Seu filho, Howard Jones III, tornou-se chefe do departamento de obstetrícia e ginecologia do Vanderbilt University Medical Center em 2009. Sua filha, Georgeanna Jones Klingensmith, é endocrinologista pediátrica em Denver.

## Morte
Jones faleceu em 31 de julho de 2015, aos 104 anos, por insuficiência respiratória. Ele havia sido hospitalizado no Sentara Heart Hospital pelas duas semanas anteriores à sua morte.

## Publicações selecionadas

### Artigos
- Jones Howard (2005). «Twenty-Five Years of In Vitro Fertilization: A Look Back and a Look Forward». Obstetrical & Gynecological Survey. 60 (2): 75–6. doi:10.1097/01.ogx.0000153993.45283.e8
- Jones Howard W.; Toner James P. (1993). «The Infertile Couple». The New England Journal of Medicine. 329 (23): 1710–1715. PMID 8166801. doi:10.1056/nejm199312023292307

### Livros
- Jones, Howard W., Jr. (2015). "Howard & Georgeanna". Williamsburg, VA: Jamestowne Bookworks.
- Jones, Howard W., Jr. (2014). "In Vitro Fertilization Comes to America: Memoir of a Medical Breakthrough". Williamsburg, VA: Jamestowne Bookworks.
- Jones, Howard W., Jr. (2013). Personhood Revisited: Reproductive Technology, Bioethics, Religion and the Law. Minneapolis: Langdon Street Press.
- Crockin, Susan L., and Jones, Howard W., Jr. (2010). Legal Conceptions: The Evolving Law and Policy of Assisted Reproductive Technologies. Baltimore: Johns Hopkins University Press.